# The Eras Tour
The Eras Tour bylo šesté koncertní turné americké zpěvačky Taylor Swift. Vzhledem k tomu, že na podporu jejích předchozích alb Lover (2019), Folklore (2020) a Evermore (2020) kvůli pandemii covidu-19 neměla šanci vydat se na turné, tak se zpěvačka vydává na podporu všech svých alb, včetně alba Midnights (2022) a nejnovějšího The Tortured Poets Department (2024). Celostadionové turné bylo zahájeno 17. března 2023 v arizonském Glendale. Jedná se už o její druhé celostadionové turné po Reputation Stadium Tour z roku 2018.
Předprodej vstupenek na koncerty v USA doprovázelo selhání společnosti prodávající vstupenky, Ticketmaster, což vyústilo v kontroverzi ohledně monopolu společností Ticketmaster a Live Nation. Publicisté popsali turné kulturní událost mající významný vliv na ekonomiku, sociální sítě a populární kulturu.

## Pozadí a vývoj

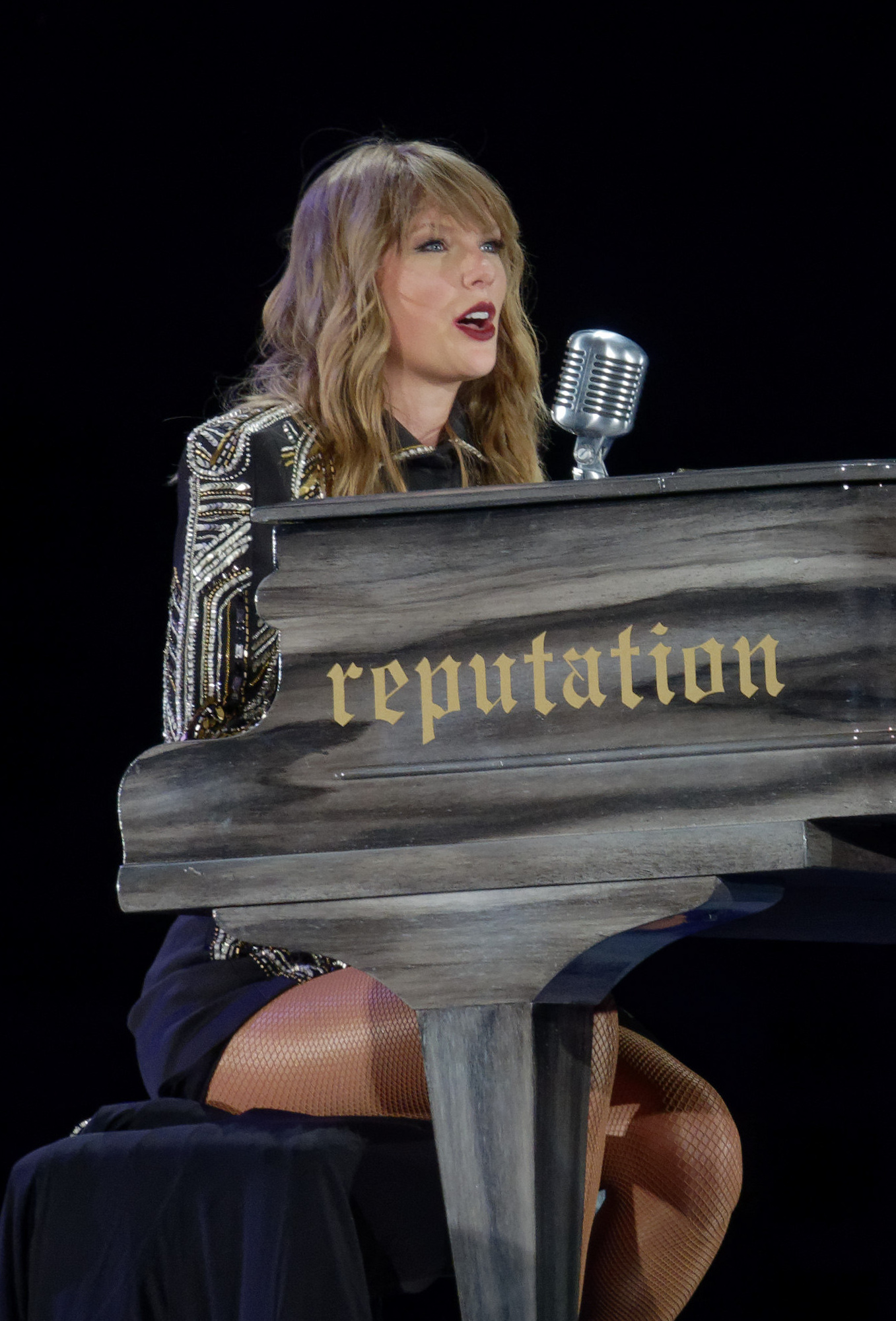
Taylor Swift během Reputation Stadium Tour v roce 2018

V roce 2018 se Swift vydala na Reputation Stadium Tour, aby propagovala své šesté studiové album Reputation (2017). Kvůli propuknutí pandemie covidu-19 v první polovině 2020, Swift své další turné Lover Fest na podporu svého sedmého studiového alba Lover (2019) nejdříve o rok odložila, ale později kvůli přetrvávající pandemii zrušila. Od té doby vydala 3 nová studiová alba a 2 znovu nahraná alba – Folklore a Evermore v roce 2020, Fearless (Taylor's Version) a Red (Taylor's Version) v roce 2021 a Midnights (2022) – aniž by ani jedno z nich propagovala v rámci turné.
Během dnů předcházející vydání Midnights 18. října 2022 bylo na zpěvaččině stránce lokalizované pro Spojené království nepřímo potvrzeno nadcházející koncertní turné. Předobjednání Midnights na té stejné stránce vyústilo v možnost mít „speciální předprodejní kód k nadcházejícím, ale zatím neoznámeným UK koncertům“. Během jejího rozhovoru v rámci The Tonight Show Starring Jimmy Fallon Swift uvedla, že „by se měla vydat na turné. Až bude ten správný čas, tak to udělá“.
Obrovská poptávka vedla zpěvačku k přidání dalších osmi koncertů v již oznámených městech nejdřív 4. listopadu a následně znova ještě 17. listopadu, a tím se zvýšil počet koncertů v USA na 52, čímž se The Eras Tour stává zatím největším turné ve zpěvaččině kariéře, neboť předtím to bylo Reputation Stadium Tour s 38 zastávkami v USA. 31. ledna na její stránce začal prodej merche turné, který je inspirovaný všemi deseti zpěvaččinými alby. Speciální CD edice jejího posledního studiového alba Midnights s podtitulem The Late Night Edition byla k prodeji na několik koncertech počínaje v newjerseyské East Rutherfordu 26. května.
2. června 2023 Swift oznámila první data koncertů v rámci její další etapy po Latinské Americe a zároveň americkou zpěvačku Sabrinu Carpenter jako předskokanku. Třetí koncert v Buenos Aires byl oznámen 6. června pro velkou poptávku, jenom pár hodin poté co vstupenky šly do prodeje. Přidané koncerty v Mexico City, Riu de Janeiru a São Paulu byly přidány 12. června. Koncerty pro Asii, Austrálii a Evropu byly oznámeny 20. června. Později toho týdne byl oznámen třetí koncert v Riu a 25. června byly přidány rovnou 3 další koncerty v Singapuru, čímž jejich celkový počet stoupl na šest. 27. června zpěvačka přidala už šestý koncert pro Los Angeles, pátý koncert pro Londýn, třetí koncert v Paříži a druhé koncerty ve Stockholmu, Curychu, Hamburku, Mnichově, Varšavě a Vídni. Třetí koncert v Melbourne a čtvrtý koncert v Sydney byly oznámeny krátce potom, co vstupenky na předchozí australské koncerty šly na prodej, 28. června. 5. července bylo oznámeno dalších 14 přidaných koncertů po Evropě a skupina Paramore byla oznámena jako předskokanská kapela pro Evropu. 3. srpna 2023 Swift oznámila ještě další etapu, která se uskuteční po třech koncertech ve třech amerických městech včetně šesti koncertů v kanadském Torontu a s předskokankou Gracie Abrams.

## Kontroverze ohledně vstupenek

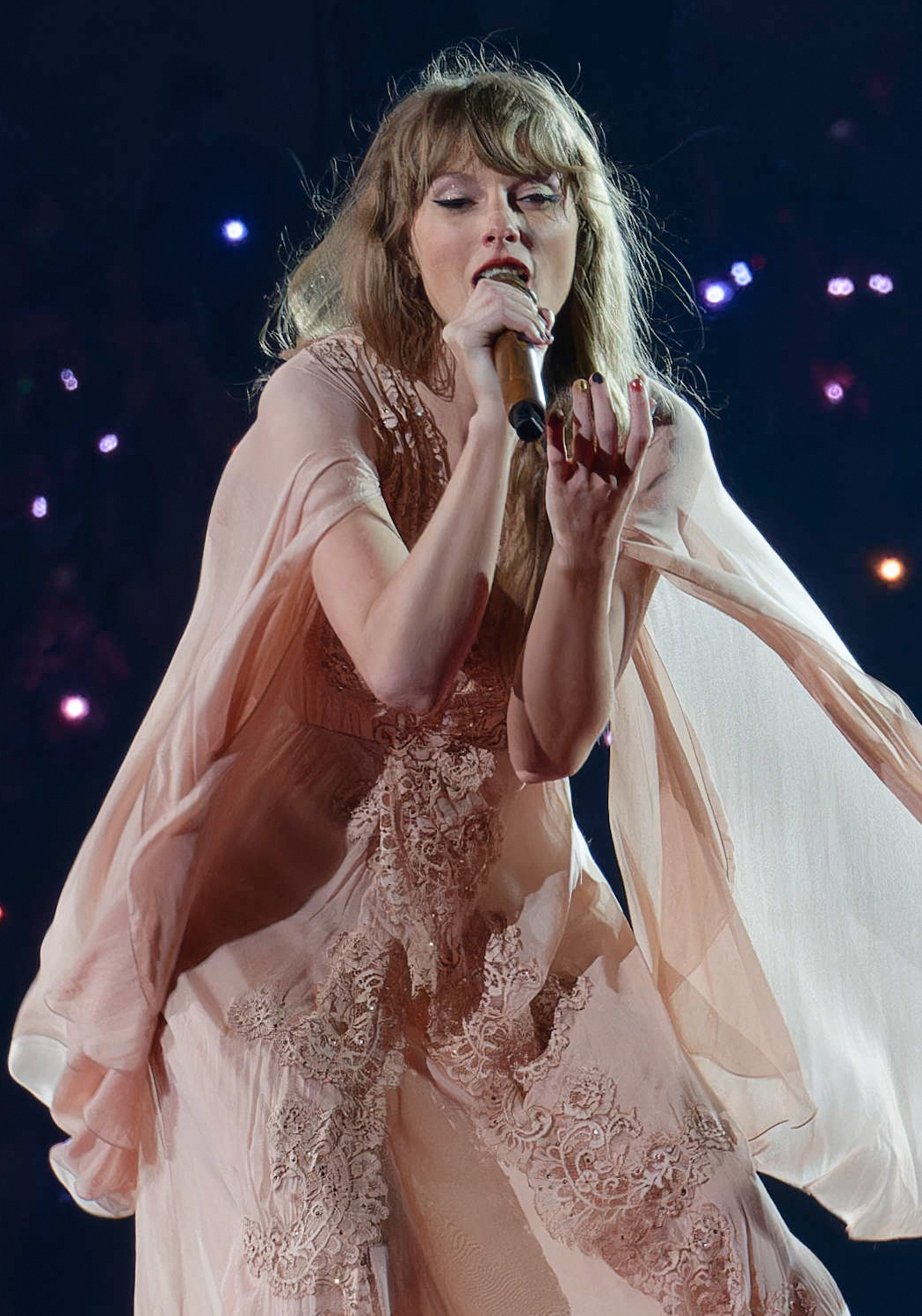
Taylor Swift během sedmého aktu, Folklore

Média popsala popsala poptávku po vstupenkách jako „bezprecedentní“ a „astronomickou“, což potvrzuje fakt, že přes 3,5 milionů lidí se zaregistrovalo pro fanouškovský předprodej Ticketmasteru k americké etapě turné. 15. listopadu stránka společnosti kvůli přetíženosti okamžitě spadla poté, co začal předprodej, čímž se stala terčem kritiky za chabý zákaznický servis. Přesto však bylo prodáno přes dva miliony vstupenek, čímž byl pokořen rekord za nejvíce prodaných vstupenek během jednoho dne. Nicméně společnost Ticketmaster byla celostátně zkritizována, k čemuž se přidalo několik členů Kongresu Spojených států amerických, kteří projevili myšlenku, aby byla rozpuštěna fúze společností Ticketmaster a Live Nation z roku 2010, která údajně má být monopolem porušujícím antimonopolní právo. Ministerstvo spravedlnosti Spojených států amerických 18. listopadu oznámilo, že bylo zahájeno formální vyšetřování obou společností.
Rovněž 18. listopadu Swift vydala skrze Instagram Story prohlášení, ve kterém uvedla, že je „naštvaná“ a celé fiasko shledává jako „nesnesitelné“. Taky se vyjádřila, že se snaží chránit své fanoušky a chtěla zaručit kvalitnější zážitek. Dále uvedla, že „nehodlá vymýšlet výmluvy pro kohokoliv, protože se opakovaně [Ticketmasteru] ptala, jestli dokážou zvládnout takovouto poptávku, a byla ujištěna, že ano.“ Později ten stejný den společnost Ticketmaster vydala skrze Twitter omluvu „Taylor a všem jejím fanouškům“, kde uvedla, že „méně než 5% vstupenek jsou k dostání na druhotných, překupnických obchodech“ jako StubHub. Variety upozornilo na to, že Ticketmaster–Live Nation nepřiznalo zavinění, jenom „neomluvitelně bránilo sebe“ před federálním vyšetřováním. Zpěvaččin pořadatel turné, AEG Presents, odmítl tvrzení Live Nation, že si AEG vybralo spolupracovat s Ticketmastrem. AEG to podpořilo tvrzení, že bylo do spolupráce „donuceno“, neboť díky výlučným smlouvám Ticketmasteru s většinou stadionů byla společnost nucena prodávat vstupenky přes jejich systém.
Ticketmaster začal 12. prosince 2022 rozesílat vybraným fanouškům, kteří byli „identifikováni jako fanoušci, kteří obdrželi podporu během předprodeje Verified Fan, ale nezískali vstupenky“, a informoval je o druhé příležitosti k nákupu maximálně dvou vstupenek na uživatele skrze platformu Ticketstoday. Billboard ohlásil, že Ticketmaster rozhodl prodat zbývajících 170 tisíc vstupenek k americké etapě v průběhu čtyř týdnů skrze Ticketstoday, což je vstupenková platforma původně vytvořena pro fanouškovský klub hudební skupiny Dave Mathews během první dekády 21. století, která v roce 2008 byla odkoupena společností Live Nation, aby se „značně snížila čekací lhůta fanouškům“.

## Komerční úspěch

### Rekordy
| Rok  | Datum                    | Místo                           | Popis                                                                                        | Citace |
| ---- | ------------------------ | ------------------------------- | -------------------------------------------------------------------------------------------- | ------ |
| 2023 | 17. & 18. března         | State Farm Stadium              | První umělec v historii, který vyprodal dvě noci v rámci jediného turné                      | [ 35 ] |
| 2023 | 24. & 25. března         | Allegiant Stadium               | První žena v historii, která vyprodala koncert v tomto stadionu                              | [ 36 ] |
| 2023 | 24. & 25. března         | Allegiant Stadium               | Prvni žena, která vyprodala dva koncerty v rámci jediného turné                              | [ 36 ] |
| 2023 | 31. března – 2. dubna    | AT&T Stadium                    | První umělec v historii, který vyprodal tři noci v rámci jediného turné                      | [ 37 ] |
| 2023 | 31. března – 2. dubna    | AT&T Stadium                    | Nejvyšší třídenní účast                                                                      | [ 38 ] |
| 2023 | 13.–15. dubna            | Raymond James Stadium           | První umělec v historii, který vyprodal dvě noci v rámci jediného turné                      | [ 39 ] |
| 2023 | 13.–15. dubna            | Raymond James Stadium           | První umělec v historii, který vyprodal tři noci v rámci jediného turné                      | [ 40 ] |
| 2023 | 21.–23. dubna            | NRG Stadium                     | První umělec v historii, který vyprodal tři noci v rámci jediného turné                      | [ 41 ] |
| 2023 | 28.–30. dubna            | Mercedes-Benz Stadium           | První umělec v historii, který vyprodal tři noci v rámci jediného turné                      | [ 42 ] |
| 2023 | 5.–7. května             | Nissan Stadium                  | První umělec v historii, který vyprodal tři noci v rámci jediného turné                      | [ 43 ] |
| 2023 | 7. května                | Nissan Stadium                  | Nejvyšší denní účast                                                                         | [ 44 ] |
| 2023 | 12.–14. května           | Lincoln Financial Field         | První umělec v historii, který vyprodal tři noci v rámci jediného turné                      | [ 45 ] |
| 2023 | 26.–28. května           | MetLife Stadium                 | Nejvyšší třídenní účast                                                                      | [ 46 ] |
| 2023 | 2.–4. června             | Soldier Field                   | První umělec v historii, který vyprodal tři noci v rámci jediného turné                      | [ 47 ] |
| 2023 | 9. & 10. června          | Ford Field                      | První žena, která vyprodala dva koncerty v rámci jediného turné                              | [ 48 ] |
| 2023 | 16 & 17. června          | Acrisure Stadium                | První umělec v historii, který vyprodal dvě noci v rámci jediného turné                      | [ 49 ] |
| 2023 | 17. června               | Acrisure Stadium                | Nejvyšší denní účast                                                                         | [ 50 ] |
| 2023 | 30. června & 1. července | Paycor Stadium                  | První žena v historii, která vyprodala koncert v tomto stadionu                              | [ 51 ] |
| 2023 | 30. června & 1. července | Paycor Stadium                  | Prvni žena, která vyprodala dva koncerty v rámci jediného turné                              | [ 51 ] |
| 2023 | 7. & 8. července         | GEHA Field at Arrowhead Stadium | První umělec v historii, který vyprodal dvě noci v rámci jediného turné                      | [ 52 ] |
| 2023 | 14. & 15. července       | Empower Field at Mile High      | První umělec v historii, který vyprodal dvě noci v rámci jediného turné                      | [ 53 ] |
| 2023 | 22 & 23. července        | Lumen Field                     | První umělec v historii, který vyprodal dvě noci v rámci jediného turné                      | [ 54 ] |
| 2023 | 3.–5., 7.–9. srpna       | SoFi Stadium                    | První umělec v historii, který vyprodal pět a šest nocí v rámci jediného turné               | [ 55 ] |
| 2023 | 24.–27. srpna            | Foro Sol                        | První žena, která odehraje čtyři koncerty v rámci jediného turné                             | [ 56 ] |
| 2023 | 17.–19. listopadu        | Estádio Olímpico Nilton Santos  | První žena, která odehraje tři koncerty v rámci jediného turné                               | [ 57 ] |
| 2023 | 24.–26. listopadu        | Allianz Parque                  | Nejvyšší třídenní účast                                                                      | [ 58 ] |
| 2023 | 26. listopadu            | Allianz Parque                  | Nejvyšší denní účast                                                                         | [ 58 ] |
| 2024 | 16.–18. února            | Melbourne Cricket Ground        | Nejdelší virtuální řada na vstupenky v australské historii s více než čtyř miliony zákazníky | [ 59 ] |
| 2024 | 23.–26. února            | Accor Stadium                   | Nejdelší virtuální řada na vstupenky v australské historii s více než čtyř miliony zákazníky | [ 59 ] |
| 2024 | 2.–4. & 7.–9. března     | Singapore National Stadium      | První samostatný umělec v historii, který odehraje 3, 4. 5 a 6 noci v rámci jediného turné   | [ 60 ] |
| 2024 | 9.–12. května            | Paris La Défense Arena          | První mezinárodní umělec v historii, který vyprodal čtyři noci v rámci jediného turné        |        |
| 2024 | 17.–19. května           | Friends Arena                   | První žena, která odehraje tři koncerty v rámci jediného turné                               |        |
| 2024 | 24. & 25. května         | Estádio da Luz                  | První žena, která odehraje jeden a dva koncerty v rámci jediného turné v tomto stadionu      | [ 61 ] |
| 2024 | 1.–3. srpna              | PGE Narodowy                    | První žena, která odehraje tři koncerty v rámci jediného turné                               | [ 62 ] |
| 2024 | 8.–10. srpna             | Ernst-Happel-Stadion            | První žena, která odehraje tři koncerty v rámci jediného turné                               | [ 63 ] |

## Ocenění turné
| Rok  | Ceremoniál                      | Kategorie                                                  | Výsledek   | Citace |
| ---- | ------------------------------- | ---------------------------------------------------------- | ---------- | ------ |
| 2023 | MTV Video Music Awards          | Show léta                                                  | Vítěz      | [ 64 ] |
| 2023 | Guinnessova kniha rekordů       | Nejvýdělečnější hudební turné                              | Vítěz      | [ 65 ] |
| 2023 | Guinnessova kniha rekordů       | Nejvýdělečnější hudební turné v podání umělkyně            | Vítěz      | [ 65 ] |
| 2023 | Guinnessova kniha rekordů       | Nejvýdělečnější hudební turné za jediný rok                | Vítěz      | [ 65 ] |
| 2023 | Guinnessova kniha rekordů       | Nejvýdělečnější hudební turné v podání umělkyně (2023)     | Vítěz      | [ 65 ] |
| 2023 | Guinnessova kniha rekordů       | Nejvýdělečnější hudební turné sólového umělce              | Vítěz      | [ 65 ] |
| 2023 | Guinnessova kniha rekordů       | Nejvýdělečnější hudební turné na koncert v podání umělkyně | Vítěz      | [ 65 ] |
| 2024 | People's Choice Awards          | Koncertní turné roku                                       | Vítěz      | [ 66 ] |
| 2024 | Pollstar Awards                 | Hlavní turné roku                                          | Vítěz      | [ 67 ] |
| 2024 | Pollstar Awards                 | Popové turné roku                                          | Nominace   | [ 67 ] |
| 2024 | Pollstar Awards                 | Brand Partnership/Živá kampaň roku                         | Vítěz      | [ 67 ] |
| 2024 | Pollstar Awards                 | Podpora/zvláštní host roku                                 | Nominace   | [ 67 ] |
| 2024 | iHeartRadio Music Awards        | Oblíbený styl turné roku                                   | Vítěz      | [ 68 ] |
| 2024 | iHeartRadio Music Awards        | Turné roku                                                 | Vítěz      | [ 68 ] |
| 2024 | Nickelodeon Kids' Choice Awards | Oblíbená vstupenka roku                                    | Vítěz      | [ 69 ] |
| 2024 | MTV Millennial Awards           | Událost roku                                               | Nominace   | [ 70 ] |
| 2024 | MTV Europe Music Awards         | Nejlepší živé vystoupení                                   | Vítěz      | [ 71 ] |
| 2025 | Pollstar Awards                 | Hlavní turné roku                                          | Vyřizování | [ 72 ] |
| 2025 | Pollstar Awards                 | Popové turné roku                                          | Vyřizování | [ 72 ] |
| 2025 | Pollstar Awards                 | Podpora/zvláštní host roku                                 | Vyřizování | [ 72 ] |
| 2025 | iHeartRadio Music Awards        | Oblíbený styl turné roku                                   | Vítěz      | [ 73 ] |
| 2025 | iHeartRadio Music Awards        | Oblíbená turistická tradice (22 klobouk)                   | Nominace   | [ 73 ] |
| 2025 | iHeartRadio Music Awards        | Oblíbená tradice turné (skladba s překvapením)             | Vítěz      | [ 73 ] |
| 2025 | iHeartRadio Music Awards        | Oblíbený host s překvapením                                | Vítěz      | [ 73 ] |
| 2025 | iHeartRadio Music Awards        | Turné století                                              | Vítěz      | [ 73 ] |

## Setlist
Tento setlist je z prvního koncertu turné 17. března 2023 v arizonském Glendale. Setlist nemusí být nutně stejný pro všechny koncerty.

### Březen 2023 až březen 2024
Akt 1: Lover
1. „Miss Americana & the Heartbreak Prince“
2. „Cruel Summer“
3. „The Man“
4. „You Need to Calm Down“
5. „Lover“
6. „The Archer“

Akt 2: Fearless
1. „Fearless“
2. „You Belong with Me“
3. „Love Story“

Akt 3: Evermore
1. „'Tis the Damn Season“
2. „Willow“
3. „Marjorie“
4. „Champagne Problems“
5. „Tolerate It“

Akt 4: Reputation
1. „...Ready for It?“
2. „Delicate“
3. „Don't Blame Me“
4. „Look What You Made Me Do“

Akt 5: Speak Now
1. „Enchanted“
2. „Long Live“

Akt 6: Red
1. „22“
2. „We Are Never Ever Getting Back Together“
3. „I Knew You Were Trouble“
4. „All Too Well (10 Minute Version)“

Akt 7: Folklore
1. „Invisible String“
2. „Betty“
3. „The Last Great American Dynasty“
4. „August“
5. „Illicit Affairs“
6. „My Tears Ricochet“
7. „Cardigan“

Akt 8: 1989
1. „Style“
2. „Blank Space“
3. „Shake It Off“
4. „Wildest Dreams“
5. „Bad Blood“

Akt 9: akustický set
1. „první speciální píseň - na kytaře“
2. „druhá speciální píseň - na klavíru“

Akt 10: Midnights
1. „Lavender Haze“
2. „Anti-Hero“
3. „Midnight Rain“
4. „Vigilante Shit“
5. „Bejeweled“
6. „Mastermind“
7. „Karma“

### Květen 2024
Akt 1: Lover
1. „Miss Americana & the Heartbreak Prince“
2. „Cruel Summer“
3. „The Man“
4. „You Need to Calm Down“
5. „Lover“

Akt 2: Fearless
1. „Fearless“
2. „You Belong with Me“
3. „Love Story“

Akt 3: Red
1. „22“
2. „We Are Never Ever Getting Back Together“
3. „I Knew You Were Trouble“
4. „All Too Well (10 Minute Version)“

Akt 4: Speak Now
1. „Enchanted“

Akt 5: Reputation
1. „...Ready for It?“
2. „Delicate“
3. „Don't Blame Me“
4. „Look What You Made Me Do“

Akt 6: Folklore & Evermore
1. „Cardigan“
2. „Betty“
3. „Champagne Problems“
4. „August“
5. „Illicit Affairs“
6. „My Tears Ricochet“
7. „Marjorie“
8. „Willow“

Akt 7: 1989
1. „Style“
2. „Blank Space“
3. „Shake It Off“
4. „Wildest Dreams“
5. „Bad Blood“

Akt 8: The Tortured Poets Department
1. „But Daddy I Love Him“
2. „So High School“
3. „Who's Afraid of Little Old Me?“
4. „Down Bad“
5. „Fortnight“
6. „The Smallest Man Who Ever Lived“
7. „I Can Do It with a Broken Heart“

Akt 9: akustický set
1. „první speciální píseň - na kytaře“
2. „druhá speciální píseň - na klavíru“

Akt 10: Midnights
1. „Lavender Haze“
2. „Anti-Hero“
3. „Midnight Rain“
4. „Vigilante Shit“
5. „Bejeweled“
6. „Mastermind“
7. „Karma“

### Surprise songs
Swift předvedla dvě skladby ze své diskografie na každé show jako „surprise songs“ v devátém aktu – první na akustickou kytaru a druhou na klavír.

#### 2023
- Březen 17 – Glendale: "Mirrorball" and "Tim McGraw"
- Březen 18 – Glendale: "This Is Me Trying" and "State of Grace"
- Březen 24 – Las Vegas: "Our Song" and "Snow on the Beach"
- Březen 25 – Las Vegas: "Cowboy like Me" (with Marcus Mumford) and "White Horse"
- Březen 31 – Arlington: "Sad Beautiful Tragic" and "Ours"
- Duben 1 – Arlington: "Death by a Thousand Cuts" and "Clean"
- Duben 2 – Arlington: "Jump then Fall" and "The Lucky One"
- Duben 13 – Tampa: "Speak Now" and "Treacherous"
- Duben 14 – Tampa: "The Great War" (with Aaron Dessner) and "You're on Your Own, Kid"
- Duben 15 – Tampa: "Mad Woman" (with Dessner) and "Mean"
- Duben 21 – Houston: "Wonderland" and "You're Not Sorry"
- Duben 22 – Houston: "A Place in This World" and "Today Was a Fairytale"
- Duben 23 – Houston: "Begin Again" and "Cold as You"
- Duben 28 – Atlanta: "The Other Side of the Door" and "Coney Island"
- Duben 29 – Atlanta: "High Infidelity" and "Gorgeous"
- Duben 30 – Atlanta: "I Bet You Think About Me" and "How You Get the Girl"
- Květen 5 – Nashville: "Sparks Fly" and "Teardrops on My Guitar"
- Květen 6 – Nashville: "Out of the Woods" and "Fifteen"
- Květen 7 – Nashville: "Would've, Could've, Should've" (with Dessner) and "Mine"
- Květen 12 – Philadelphia: "Gold Rush" and "Come Back... Be Here"
- Květen 13 – Philadelphia: "Forever & Always" and "This Love"
- Květen 14 – Philadelphia: "Hey Stephen" and "The Best Day"
- Květen 19 – Foxborough: "Should've Said No" and "Better Man"
- Květen 20 – Foxborough: "Question...?" and "Invisible"
- Květen 21 – Foxborough: "I Think He Knows" and "Red"
- Květen 26 – East Rutherford: "Getaway Car" (with Jack Antonoff) and "Maroon"
- Květen 27 – East Rutherford: "Holy Ground" and "False God"
- Květen 28 – East Rutherford: "Welcome to New York" and "Clean"
- Červen 2 – Chicago: "I Wish You Would" and "The Lakes"
- Červen 3 – Chicago: "You All Over Me" (with Maren Morris) and "I Don't Wanna Live Forever"
- Červen 4 – Chicago: "Hits Different" and "The Moment I Knew"
- Červen 9 – Detroit: "Haunted" and "I Almost Do"
- Červen 10 – Detroit: "All You Had to Do Was Stay" and "Breathe"
- Červen 16 – Pittsburgh: "Mr. Perfectly Fine" and "The Last Time"
- Červen 17 – Pittsburgh: "Seven" (with Dessner) and "The Story of Us"
- Červen 23 – Minneapolis: "Paper Rings" and "If This Was a Movie"
- Červen 24 – Minneapolis: "Dear John" and "Daylight"
- Červen 30 – Cincinnati: "I'm Only Me When I'm with You" and "Evermore"
- Červenec 1 – Cincinnati: "Ivy" (with Dessner) and "Call It What You Want"
- Červenec 7 – Kansas City: "Never Grow Up" and "When Emma Falls in Love"
- Červenec 8 – Kansas City: "Last Kiss" and "Dorothea"
- Červenec 14 – Denver: "Picture to Burn" and "Timeless"
- Červenec 15 – Denver: "Starlight" and "Back to December"
- Červenec 22 – Seattle: "This Is Why We Can't Have Nice Things" and "Everything Has Changed"
- Červenec 23 – Seattle: "Message in a Bottle" and "Tied Together with a Smile"
- Červenec 28 – Santa Clara: "Right Where You Left Me" (with Dessner) and "Castles Crumbling"
- Červenec 29 – Santa Clara: "Stay Stay Stay" and "All of the Girls You Loved Before"
- Srpen 3 – Los Angeles: "I Can See You" and "Maroon"
- Srpen 4 – Los Angeles: "Our Song" and "You Are in Love"
- Srpen 5 – Los Angeles: "Death by a Thousand Cuts" and "You're on Your Own, Kid"
- Srpen 7 – Los Angeles: "Dress" and "Exile"
- Srpen 8 – Los Angeles: "I Know Places" and "King of My Heart"
- Srpen 9 – Los Angeles: "New Romantics" and "New Year's Day"
- Srpen 24 – Mexico City: "I Forgot That You Existed" and "Sweet Nothing"
- Srpen 25 – Mexico City: "Tell Me Why" and "Snow on the Beach"
- Srpen 26 – Mexico City: "Cornelia Street" and "You're on Your Own, Kid"
- Srpen 27 – Mexico City: "Afterglow" and "Maroon"
- Listopad 9 – Buenos Aires: "The Very First Night" and "Labyrinth"
- Listopad 11 – Buenos Aires: "Is It Over Now?" / "Out of the Woods" and "End Game"
- Listopad 12 – Buenos Aires: "Better than Revenge" and "Slut!"
- Listopad 17 – Rio de Janeiro: "Stay Beautiful" and "Suburban Legends"
- Listopad 19 – Rio de Janeiro: "Dancing with Our Hands Tied" and "Bigger Than the Whole Sky"
- Listopad 20 – Rio de Janeiro: "Me!" and "So It Goes…"
- Listopad 24 – São Paulo: "Now That We Don't Talk" and "Innocent"
- Listopad 25 – São Paulo: "Safe & Sound" and "Untouchable"
- Listopad 26 – São Paulo: "Say Don't Go" and "It's Time to Go"

#### 2024
- Únor 7 – Tokyo: "Dear Reader" and "Holy Ground"
- Únor 8 – Tokyo: "Eyes Open" and "Electric Touch"
- Únor 9 – Tokyo: "Superman" and "The Outside"
- Únor 10 – Tokyo: "Come In With the Rain" and "You're on Your Own, Kid"
- Únor 16 – Melbourne: "Red" and "You're Losing Me"
- Únor 17 – Melbourne: "Getaway Car" / "August" / "The Other Side of the Door" and "This Is Me Trying"
- Únor 18 – Melbourne: "Come Back... Be Here" / "Daylight" and "Teardrops on My Guitar"
- Únor 23 – Sydney: "How You Get The Girl" and "White Horse" / "Coney Island" (with Sabrina Carpenter)ř
- Únor 24 – Sydney: "Should've Said No" / "You're Not Sorry" and "New Year's Day" / "Peace"
- Únor 25 – Sydney: "Is It Over Now?" / "I Wish You Would" and "Haunted" / "Exile"
- Únor 26 – Sydney: "Would've, Could've, Should've" / "Ivy" and "Forever & Always" / "Maroon"
- Březen 2 – Singapore: "Mine" / "Starlight" and "I Don't Wanna Live Forever" / "Dress"
- Březen 3 – Singapore: "Long Story Short" / "The Story of Us" and "Clean" / "Evermore"
- Březen 4 – Singapore: "Foolish One" / "Tell Me Why" and "This Love" / "Call It What You Want"
- Březen 7 – Singapore: "Death By A Thousand Cuts" / "Babe" and "Fifteen" / "You're on Your Own, Kid"
- Březen 8 – Singapore: "Sparks Fly" / "Gold Rush" and "False God" / "'Slut!'"
- Březen 9 – Singapore: "Tim McGraw" / "Cowboy like Me" and "Mirrorball" / "Epiphany"
- Květen 9 – Paříž: "Paris" and "Loml"
- Květen 10 – Paříž: "Is It Over Now?" / "Out of the Woods" and "My Boy Only Breaks His Favorite Toys"
- Květen 11 – Paříž: "Hey Stephen" and "Maroon"
- Květen 12 – Paříž: "The Alchemy" / "Treacherous" and "Begin Again" / "Paris"
- Květen 17 – Stockholm: "I Think He Knows" / "Gorgeous" and "Peter"
- Květen 18 – Stockholm: "Guilty as Sin?" and "Say Don't Go" / "Welcome to New York" / "Clean"
- Květen 19 – Stockholm: "Message in a Bottle" / "How You Get the Girl" / "New Romantics" and "How Did It End?"
- Květen 24 – Lisabon: "Come Back... Be Here" / "The Way I Loved You" / "The Other Side of the Door" and "Fresh Out the Slammer" / "High Infidelity"
- Květen 25 – Lisabon: "The Tortured Poets Department" / "Now That We Don't Talk" and "You're on Your Own, Kid" / "Long Live"
- Květen 29 – Madrid: "Sparks Fly" / "I Can Fix Him (No Really I Can)" and "I Look in People's Windows" / "Snow on the Beach"
- Květen 30 – Madrid: "Our Song" / "Jump then Fall" and "King of My Heart"
- Červen 2 – Lyon: "The Prophecy" / "Long Story Short" and "Fifteen" / "You're on Your Own, Kid"
- Červen 3 – Lyon: "Glitch" / "Everything Has Changed" and "Chloe or Sam or Sophia or Marcus"
- Červen 7 – Edinburgh: "Would've, Could've, Should've" / "I Know Places" and "'Tis the Damn Season" / "Daylight"
- Červen 8 – Edinburgh: "The Bolter" / "Getaway Car" and "All of the Girls You Loved Before" / "Crazier"
- Červen 9 – Edinburgh: "It's Nice to Have a Friend" / "Dorothea" and "Haunted" / "Exile"
- Červen 13 – Liverpool: "I Can See You" / "Mine" and "Cornelia Street" / "Maroon"
- Červen 14 – Liverpool: "This Is What You Came For" / "Gold Rush" and "The Great War" / "You're Losing Me"
- Červen 15 – Liverpool: "Carolina" / "No Body, No Crime" and "The Manuscript" / "Red"
- Červen 18 – Cardiff: "I Forgot That You Existed" / "This Is Why We Can't Have Nice Things" and "I Hate It Here" / "The Lakes"
- Červen 21 – Londýn: "Hits Different" / "Death by a Thousand Cuts" and "The Black Dog" / "Come Back... Be Here" / "Maroon"
- Červen 22 – Londýn: "Thank You Aimee" / "Mean" and "Castles Crumbling" (s Hayley Williams)
- Červen 23 – Londýn: "Us" (s Gracie Abrams) and "Out of the Woods" / "Is It Over Now?" / "Clean"
- Červen 28 – Dublin: "State of Grace" / "You're on Your Own, Kid" and "Sweet Nothing" / "Hoax"
- Červen 29 – Dublin: "The Albatross" / "Dancing with Our Hands Tied" and "This Love" / "Ours"
- Červen 30 – Dublin: "Clara Bow" / "The Lucky One" and "You're on Your Own, Kid"
- Červenec 4 – Amsterdam: "Guilty as Sin?" / "Untouchable" and "The Archer" / "Question...?"
- Červenec 5 – Amsterdam: "Imgonnagetyouback" / "Dress" and "You Are in Love" / "Cowboy like Me"
- Červenec 6 – Amsterdam: "Sweeter than Fiction" / "Holy Ground" and "Mary's Song (Oh My My My)" / "So High School" / "Everything Has Changed"
- Červenec 9 – Zürich: "Right Where You Left Me" / "All You Had to Do Was Stay" and "Last Kiss" / "Sad Beautiful Tragic"
- Červenec 10 – Zürich: "Closure" / "A Perfectly Good Heart" and "Robin" / "Never Grow Up"
- Červenec 13 – Milan: "The 1" / "Wonderland" and "I Almost Do" / "The Moment I Knew"
- Červenec 14 – Milan: "Mr. Perfectly Fine" / "Red" and "Getaway Car" / "Out of the Woods"
- Červenec 17 – Gelsenkirchen: "Superstar" / "Invisible String" and "'Slut!'" / "False God"
- Červenec 18 – Gelsenkirchen: "Speak Now" / "Hey Stephen" and "This Is Me Trying" / "Labyrinth"
- Červenec 19 – Gelsenkirchen: "Paper Rings" / "Stay Stay Stay" and "It's Time to Go" / "Better Man"
- Červenec 23 – Hamburg: "Teardrops on My Guitar" / "The Last Time" and "We Were Happy" / "Happiness"
- Červenec 24 – Hamburg: "The Last Great American Dynasty" / "Run" and "Nothing New" / "Dear Reader"
- Červenec 27 – Mnichov: "Fresh Out the Slammer" / "You Are in Love" and "Ivy" / "Call It What You Want"
- Červenec 28 – Mnichov: "I Don't Wanna Live Forever" / "Imgonnagetyouback" and "Loml" / "Don't You"
- Srpen 1 – Varšava: "Mirrorball" / "Clara Bow" and "Suburban Legends" / "New Year's Day"
- Srpen 2 – Varšava: "I Can Fix Him (No Really I Can)" / "I Can See You" and "Red" / "Maroon"
- Srpen 3 – Varšava: "Today Was a Fairytale" / "I Think He Knows" and "The Black Dog" / "Exile"
- Srpen 15 – Londýn: "Everything Has Changed" / "End Game" / "Thinking Out Loud" (with Ed Sheeran) and "King of My Heart" / "The Alchemy"
- Srpen 16 – Londýn: "London Boy" and "Dear John" / "Sad Beautiful Tragic"
- Srpen 17 – Londýn: "I Did Something Bad" and "My Boy Only Breaks His Favorite Toys" / "Coney Island"
- Srpen 19 – Londýn: "Long Live" / "Change" and "The Archer" / "You're on Your Own, Kid"
- Srpen 20 – Londýn: "Death by a Thousand Cuts" / "Getaway Car" (with Antonoff) and "So Long, London"
- Říjen 18 – Miami: "Tim McGraw" / "Timeless" and "This Is Me Trying" / "Daylight"
- Říjen 19 – Miami: "Should've Said No" / "I Did Something Bad" and "Loml" / "White Horse"
- Říjen 20 – Miami: "Out of the Woods" / "All You Had to Do Was Stay" and "Mirrorball" / "Guilty as Sin?"
- Říjen 25 – New Orleans: "Our Song" / "Call It What You Want" and "The Black Dog" / "Haunted"
- Říjen 26 – New Orleans: "Espresso" / "Is It Over Now?" / "Please Please Please" (with Carpenter) and "Hits Different" / "Welcome to New York"
- Říjen 27 – New Orleans: "Afterglow" / "Dress" and "How You Get the Girl" / "Clean"
- Listopad 1 – Indianapolis: "The Albatross" / "Holy Ground" and "Cold as You" / "Exile"
- Listopad 2 – Indianapolis: "The Prophecy" / "This Love" and "Maroon" / "Cowboy Like Me"
- Listopad 3 – Indianapolis: "Cornelia Street" / "The Bolter" and "Death by a Thousand Cuts" / "The Great War"
- Listopad 14 – Toronto: "My Boy Only Breaks His Favorite Toys" / "This Is Why We Can't Have Nice Things" and "False God" / "'Tis the Damn Season"
- Listopad 15 – Toronto: "I Don't Wanna Live Forever" / "Mine" and "Evermore" / "Peter"
- Listopad 16 – Toronto: "Us" / "Out of the Woods" (with Abrams) and "You're on Your Own, Kid" / "Long Story Short"
- Listopad 21 – Toronto: "Mr. Perfectly Fine" / "Better than Revenge" and "State of Grace" / "Labyrinth"
- Listopad 22 – Toronto: "Ours" / "The Last Great American Dynasty" and "Cassandra" / "Mad Woman" / "I Did Something Bad"
- Listopad 23 – Toronto: "Sparks Fly" / "Message in a Bottle" and "You're Losing Me" / "How Did It End?"
- Prosinec 6 – Vancouver: "Haunted" / "Wonderland" and "Never Grow Up" / "The Best Day"
- Prosinec 7 – Vancouver: "I Love You, I'm Sorry" / "Last Kiss" (with Abrams) and "The Tortured Poets Department" / "Maroon"
- Prosinec 8 – Vancouver: "A Place in This World" / "New Romantics" and "Long Live" / "New Year's Day" / "The Manuscript"